# Base aérienne de Fürstenfeldbruck

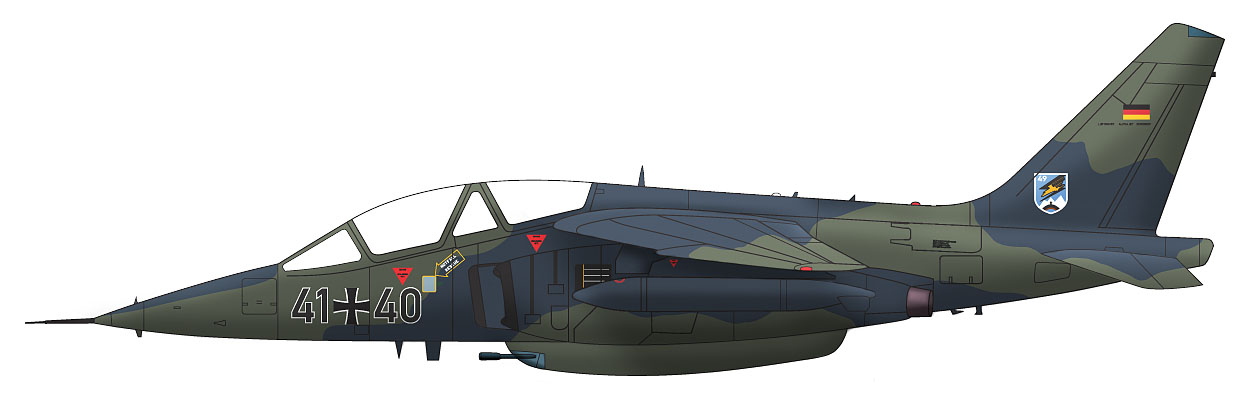
Profil d'un Alpha Jet du JaBoG 49 qui fut basé à Fürstenfeldbruck.

Pour les articles homonymes, voir FEL.
La base aérienne de Fürstenfeldbruck (en anglais : Fürstenfeldbruck Air Base) est une base aérienne de la Luftwaffe située à 2,5 km au nord du centre-ville de Fürstenfeldbruck, près de Munich, en Allemagne.
La base fut utilisée par l'United States Air Force de 1945 à 1960. Elle fut ensuite utilisée par la Luftwaffe pour entraîner ses pilotes sur Fiat G.91 puis sur Alpha Jet et enfin sur Tornado jusqu'à sa fermeture en 1997.
C'est sur cette base que se dénoua tragiquement la prise d'otages des Jeux olympiques de Munich en 1972.
La base accueille actuellement l'école des officiers de la Luftwaffe (de).